# Uklanamandi
Uklanamandi is een stad en gemeente in het district Hisar van de Indiase staat Haryana. 

## Demografie
Volgens de Indiase volkstelling van 2001 wonen er 10.936 mensen in Uklanamandi, waarvan 53% mannelijk en 47% vrouwelijk is. De plaats heeft een alfabetiseringsgraad van 70%. 